# Luzula confusa
Luzula confusa är en tågväxtart som beskrevs av Carl Johan Lindeberg. Luzula confusa ingår i Frylesläktet som ingår i familjen tågväxter. Inga underarter finns listade i Catalogue of Life.

## Bildgalleri

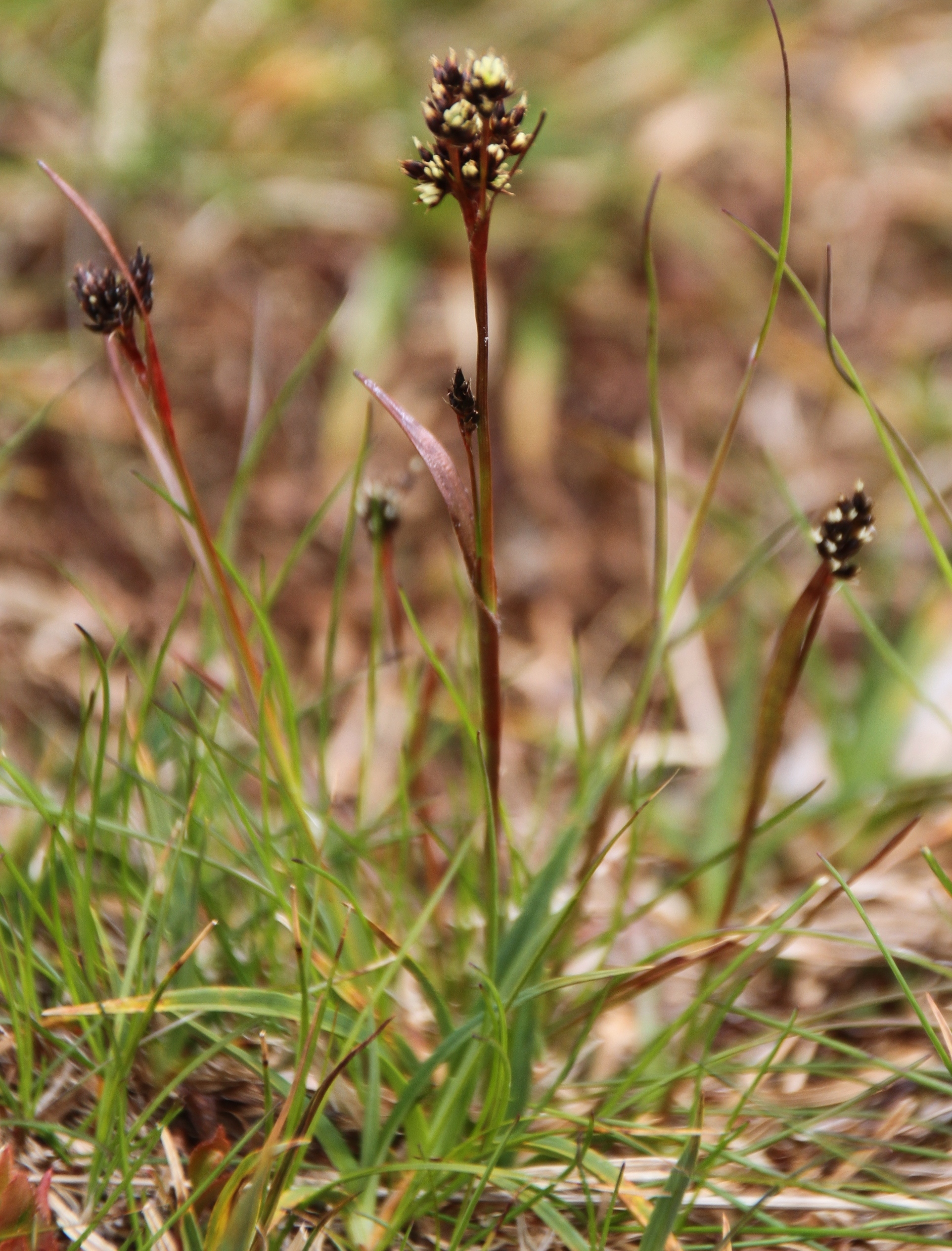